# 娟珊牛

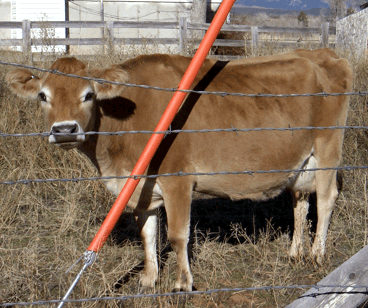

娟珊牛（英語：Jersey cattle）是原產英國澤西島的一種奶牛，因為澤西島曾被翻譯為娟珊島而得名，大約在18世纪中逐漸培育成型。
娟珊牛屬於小型牛類，成年公牛身高1.3米，體重約500至700公斤，成年母牛的體重則不超過450公斤。處於哺育期的母牛每年可產奶4噸，與荷斯坦牛相比，娟珊牛的乳液中乳脂含量更高，一般可達5%以上。